# ذعر غذائي في إندونيسيا 2005
ذعر غذائي في إندونيسيا هو ذعر غذائي وقع في عام 2005 في جاكرتا عاصمة إندونيسيا، عندما وجدت الحكومة أن 60٪ من محلات المعكرونة في العاصمة كانت تبيع المعكرونة المغطاة بالميثانال، وهي مادة مسرطنة معروفة. وهي نفس الحادثة من في ذعر الطعام في فيتنام عام 2007 فيما يخص المعكرونة والذي كان لها نفس الملوث، كما تم العثور على المواد الحافظة الكيميائية بالتأكيد على التوفو والمعكرونة والأسماك المملحة. تايلاند كان لديها مشاكل من الفورمالديهايد مماثلة لما حصل في إندونيسيا. انتشرت الشائعات بأنه تم استخدام المواد المسرطنة في الدجاج أيضًا. كان هذا سيئًا بشكل خاص في دولة مثل إندونيسيا حيث يتم استهلاك الدجاج على نطاق واسع بسبب التحريم الإسلامي من أكل لحم الخنزير.
كانت الملوثات الغذائية الأخرى التي عثرت عليها وكالة ديبوك الصحية في المدارس الابتدائية في عام 2006 هي بنزوات الصوديوم وسيكلامات الصوديوم والبورق تتجاوز المستويات المسموح بها. يستخدم البنزوات والسيكلامات بشكل شائع كمضافات غذائية في إندونيسيا. المواد الأخرى الموجودة في العينات مثل البورق والرودامين والفورمالديهايد والميثانيل الأصفر المستخدمة كصبغة غير صالحة للاستهلاك.